# Cocalodes
Cocalodes – rodzaj pająków z rodziny skakunowatych i podrodziny Spartaeinae. Obejmuje 12 opisanych gatunków. Występują na wschodzie Indonezji i w Papui-Nowej Gwinei.

## Morfologia
Pająki o ciele długości od 4,5 do 11 mm, zwykle wydłużonym i wąskim, niższym niż u pokrewnego Allococalodes. Karapaks jest dłuższy niż szeroki, najszerszy między biodrami trzeciej i czwartej pary. Ośmioro oczu rozmieszczonych jest w trzech poprzecznych szeregach. Wszystkie oczy z wyjątkiem pary przednio-środkowej są czarno obramowane. Oczy przednio-środkowe stykają się z przednio-bocznymi. Oczy par tylno-środkowej i tylno-bocznej rozmieszczone są na planie szerszego niż dłuższego i najszerszego z tyłu trapezu. Jamki karapaksu są długie, lekko bruzdowate. Wysokość nadustka wynosi od 1/5 do 2/5 średnicy oczu przednio-środkowych. Szczękoczułki są przysadziste, u samców zwykle wydłużone, ku przodowi sterczące, zaopatrzone w skleryt intercheliceralny wydłużony w pośrodkowy róg. Zwykle obie krawędzie szczękoczułków mają po trzy ząbki. Długie, rozbieżne szczęki cechują się zaokrąglonymi wierzchołkami, a podługowata warga dolna jest krótsza niż połowa ich długości. Sternum ma kształt lekko wydłużonej tarczy. Długie, smukłe, silnie kolczaste odnóża pozbawione są skopuli i mają stopy zwieńczone grzebykowanymi pazurkami i przypazurkowymi kępkami włosków. Wydłużona, smukła, zwężająca się ku tyłowi opistosoma (odwłok) ma przysadziste kądziołki przędne pary przedniej, smuklejsze i krótsze pary środkowej, najdłuższe pary tylnej, rozwinięty w formie kępki włosków stożeczek oraz stożkowaty wzgórek analny.
Nogogłaszczki samca mają lekko łukowate uda, szeroką apofizę retrolateralną na goleniach oraz kępkę włosków i palcowaty wyrostek na cymbium. Bulbus ma rozdwojoną apofyzę medialną wyrastającą z przejrzystej błony na nieregularnym tegulum, hematodochę środkową rozwiniętą w formie błoniastej torebki, subtegulum wykształcone w formie zesklerotyzowanego pierścienia na odsiebnym końcu hematodochy nasadowej oraz bardzo długi i cienki, czasem wręcz nitkowaty embolus. Charakterystyczną cechą rodzaju jest dobrze rozwinięty, błoniasty, wachlarzowato rozszerzony konduktor z wierzchołkiem w formie zesklerotyzowanej ostrogi. Budowa genitaliów samic odznacza się dużą zmiennością w obrębie rodzaju.

## Ekologia i występowanie
Rodzaj ten rozprzestrzeniony jest w północnej części krainy australijskiej. Większość gatunków występuje endemicznie na Nowej Gwinei, zarówno w części należącej do Indonezji, jak i tej należącej do Papui-Nowej Gwinei. Kilka gatunków zamieszkuje Moluki, występując na wyspach Halmahera, Ambon i Seram. Po jednym gatunku stwierdzono na wyspie Yule oraz na wchodzącej w skład Luizjadów Taguli.
Zasiedlają równikowe lasy deszczowe i ich skraje. Spotykane są od poziomu morza do wysokości około 1100 m n.p.m. Chętnie bytują na dużych liściach, należących m.in. do pandanów, palm i bambusów.

## Taksonomia
Takson ten wprowadzony został w 1897 roku przez Reginalda Innesa Pococka. Autor ów zaliczył do niego dwa opisane w tej samej publikacji gatunki, C. leptopus i C. melanognathus, z których ten pierwszy wyznaczony został gatunkiem typowym. Kolejne gatunki opisane zostały w 1900 roku przez Eugène’a Simona i w 1915 roku przez Kálmána Szombathego. W 1981 roku Fred R. Wanless zrewidował rodzaj Cocalus kilka gatunków przenosząc do rodzaju Cocalodes. W 1982 roku Wanless zrewidował z kolei rodzaj Cocalodes, opisując sześć nowych gatunków, a C. melanognathus synonimizując z C. leptopus.
Do rodzaju tego należy 12 opisanych gatunków:
- Cocalodes cygnatus Wanless, 1982
- Cocalodes expers Wanless, 1982
- Cocalodes innotabilis Wanless, 1982
- Cocalodes leptopus Pocock, 1897
- Cocalodes longicornis Wanless, 1982
- Cocalodes longipes (Thorell, 1881)
- Cocalodes macellus (Thorell, 1878)
- Cocalodes papuanus Simon, 1900
- Cocalodes platnicki Wanless, 1982
- Cocalodes protervus (Thorell, 1881)
- Cocalodes thoracicus Szombathy, 1915
- Cocalodes turgidus Wanless, 1982

Rodzaj ten do niedawna umieszczono w podrodzinie Cocalodinae. Po rewizji systematyki skakunowatych z 2015 roku takson ten ma status plemienia w obrębie podrodziny Spartaeinae, obejmując także rodzaje Allococalodes, Cucudeta, Depreissia, Tabuina oraz Yamangalea.